# Huequi (Chile)
La localidad de Huequi o también llamada Huequi norte se encuentra situada junto a la desembocadura del río Huequi en el sector norte de la Península de Comau, esta localidad es parte integrante de la comuna de Chaitén en la Provincia de Palena, Región de Los Lagos, Chile.
Esta localidad cuenta con conexión por tierra a través de camino que bordea el sector norte de la Península y que la comunica con la localidad de Ayacara y con Caleta Poyo.  
En la localidad de Huequi destaca su hermosa iglesia de tejuelas.
La localidad cuenta con escuela rural Huequi Norte.
Esta localidad no cuenta con conectividad aérea directa sin embargo se encuentra cercana al Aeródromo de Poyo.